# Línea A del Metro de Roma
La línea A del metro de Roma es una de las tres líneas de metro que prestan servicio en Roma. Cruza la ciudad oblicuamente de noroeste a sudeste y cuenta con 27 estaciones en un tendido de 18,42 kilómetros. Sus cabeceras son Battistini (en Boccea, al noroeste) y Anagnina (en Osteria del Curato, al sudeste) y se representa en color naranja.

## Historia

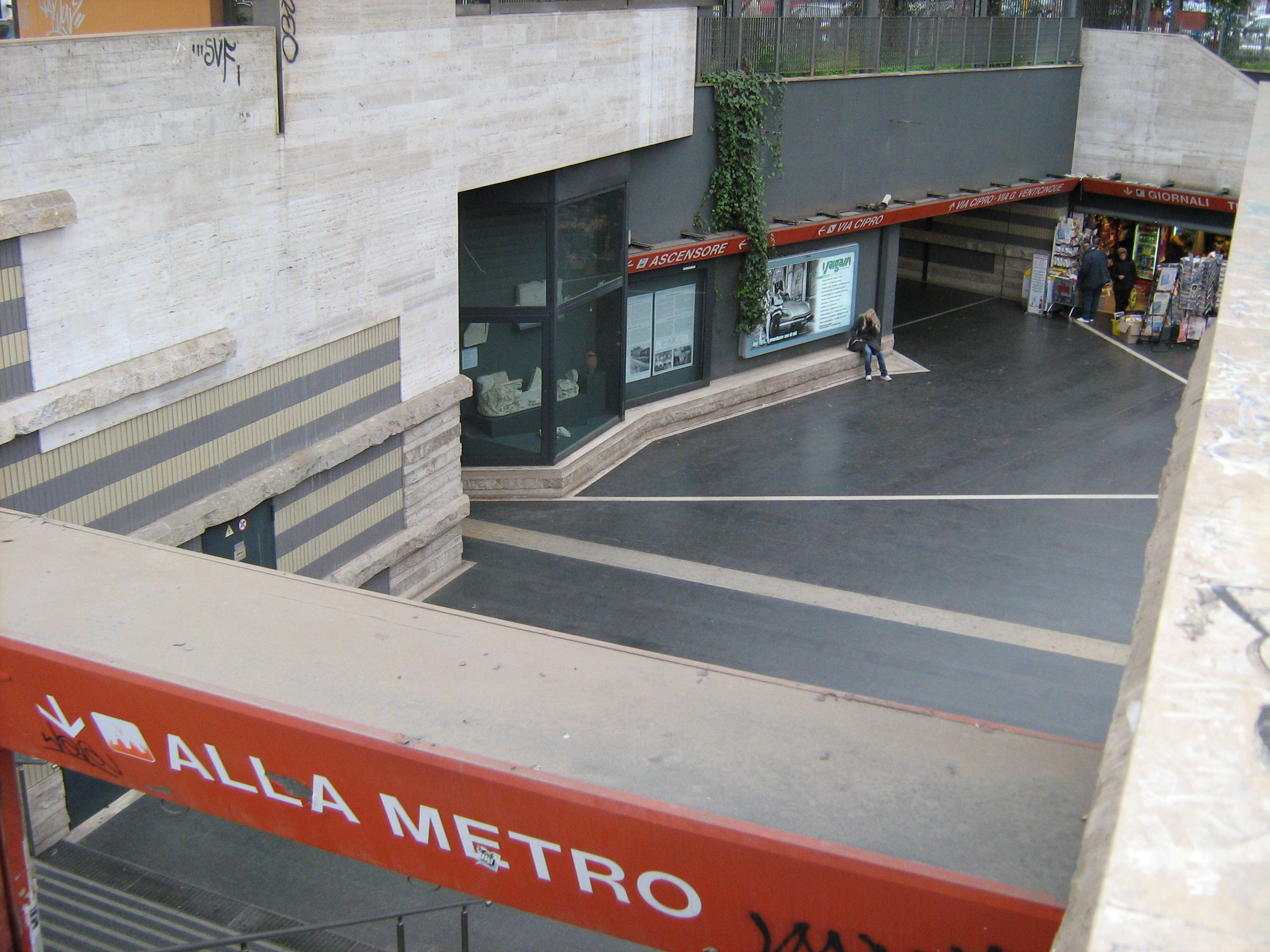
Estación Cipro.

Cronológicamente la línea A no fue la primera en entrar en funcionamiento, ya que desde el 10 de febrero de 1955 estaba operativa la línea Termini-Laurentina. Con la inauguración el 19 de febrero de 1980 de la nueva línea (en el tramo entre Ottaviano y Cinecittà), la anterior tomó el nombre de línea B y la más reciente se denominó línea A. La primera fase de la línea A (casi en su totalidad subterránea) se completó meses más tarde, el 11 de junio de 1980, cuando se inauguró la última estación al sur, Anagnina.
La construcción de la línea se dificultó por los recurrentes hallazgos arqueológicos durante las excavaciones, principalmente en la zona de la Plaza de la República. Además, las obras que comenzaron en 1964 representaron un problema para el tránsito de la ciudad, por lo que debió suspenderse el trabajo por cinco años y reemplazar el método de realizar zanjas a cielo abierto por las excavaciones subterráneas.
Entre 1999 y 2000 entró en servicio una extensión de la línea A, que continuaba desde la estación Ottaviano hasta Battistini. El 29 de mayo de 1999 entró en servicio el tramo entre Ottaviano y Valle Aurelia, mientras que el 1 de enero de 2000 comenzaron a funcionar tres estaciones más hacia el noroeste: Baldo degli Ubaldi, Cornelia y Battistini.

## Operación

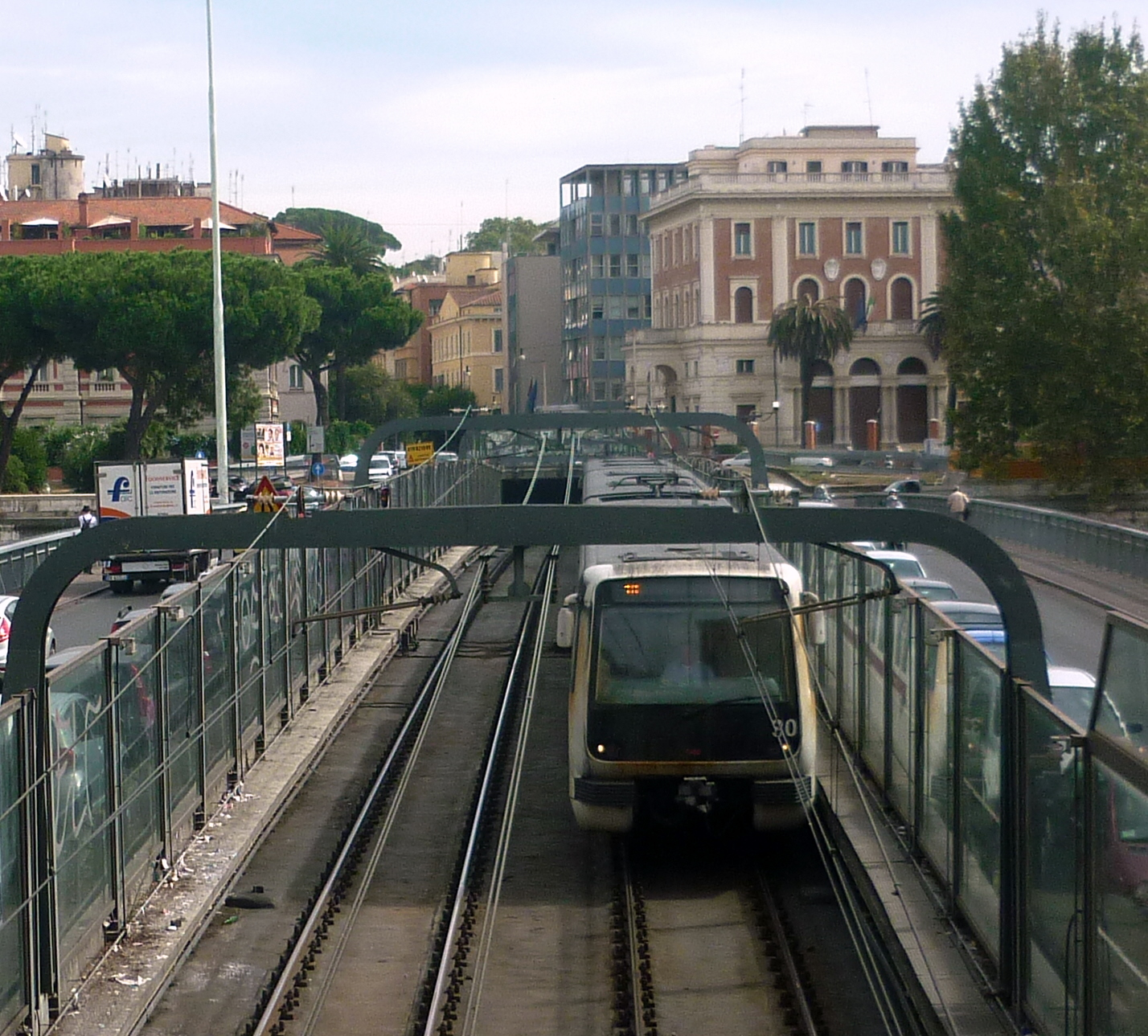
Puente sobre el río Tíber, entre las estaciones Flaminio y Lepanto.

La línea realiza 290 viajes diarios en cada dirección, con una frecuencia de un tren cada dos minutos en horas pico y entre diez y veinte minutos en los momentos de menor afluencia de pasajeros. Diariamente transporta unos 450 mil pasajeros.
Funciona de lunes a domingo desde las 5:30 hasta las 23:30 (horarios desde las cabeceras, Anagnina y Battistini), mientras que viernes y sábado el último servicio parte a la 1:30.

## Estaciones
La línea A cuenta con 27 estaciones, de las cuales dos tienen correspondencia con la red del metro (Termini, de la línea B, y San Giovanni, de la línea C). También permite el intercambio con dos líneas suburbanas operadas por ATAC (Roma-Viterbo en estación Flaminio y Roma-Giardinetti —que antes llegaba hasta Pantano— en estación Termini), con los trenes de Trenitalia (las líneas FL) que conectan  la estación de trenes Roma Termini con distintas ciudades de la región Lacio, y con el tren Leonardo Express que circula sin paradas intermedias desde Termini hasta el Aeropuerto de Roma-Fiumicino.
| Estación                                | Correspondencia |
| --------------------------------------- | --------------- |
| Battistini                              |                 |
| Cornelia                                |                 |
| Baldo degli Ubaldi                      |                 |
| Valle Aurelia                           |                 |
| Cipro                                   |                 |
| Ottaviano - San Pietro - Musei Vaticani |                 |
| Lepanto                                 |                 |
| Flaminio - Piazza del Popolo            |                 |
| Spagna                                  |                 |
| Barberini - Fontana di Trevi            |                 |
| Repubblica - Teatro dell'Opera          |                 |
| Termini                                 |                 |
| Vittorio Emanuele                       |                 |
| Manzoni - Museo della Liberazione       |                 |
| San Giovanni                            |                 |
| Re di Roma                              |                 |
| Ponte Lungo                             |                 |
| Furio Camillo                           |                 |
| Colli Albani - Parco Appia Antica       |                 |
| Arco di Travertino                      |                 |
| Porta Furba/Quadraro                    |                 |
| Numidio Quadrato                        |                 |
| Lucio Sestio                            |                 |
| Giulio Agricola                         |                 |
| Subaugusta                              |                 |
| Cinecittà                               |                 |
| Anagnina                                |                 |

## Futuras expansiones
Hay dos proyectos que aún no salieron del papel para ampliar la línea A, uno en cada extremo de la traza. El plan de extender la línea hacia el norte consta de dos nuevas estaciones subterráneas (Bembo y Torrevecchia) en una traza de dos kilómetros, con un plazo de realización estimado de cuatro años y medio. El otro proyecto es un tren metropolitano ligero que conectaría la estación Anagnina de la línea A con Torre Angela, de la línea C, con diez paradas intermedias en 6,5 kilómetros, con una previsión de trabajos de cuatro años y medio.